# Long Away
Long Away (muy lejos) es la tercera canción del álbum A Day at the Races, realizado por la banda de Rock inglesa Queen. La canción fue escrita y cantada por Brian May, y realizada como sencillo en Estados Unidos, Canadá y Nueva Zelanda, siendo la única canción de Queen en ser lanzada como sencillo en Estados Unidos en que la voz líder recaía sobre Brian May mientras Freddie Mercury seguía vivo. Freddie Mercury ponía los coros en el estribillo.
- Datos: Q378020